# 马切拉塔坎帕尼亚
马切拉塔坎帕尼亚（義大利語：Macerata Campania），是意大利卡塞塔省的一个市镇。总面积7平方公里，人口10843人，人口密度1549.0人/平方公里（2009年）。ISTAT代码为061047。